# Шоймушу-Мік
Шоймушу-Мік (рум. Șoimușu Mic) — село у повіті Харгіта в Румунії. Входить до складу комуни Сечел.
Село розташоване на відстані 228 км на північ від Бухареста, 65 км на захід від М'єркуря-Чука, 115 км на південний схід від Клуж-Напоки, 90 км на північний захід від Брашова.

## Населення
За даними перепису населення 2002 року у селі проживала 451 особа.
Національний склад населення села:
| Національність | Кількість осіб | Відсоток |
| -------------- | -------------- | -------- |
| угорці         | 419            | 92,9%    |
| цигани         | 24             | 5,3%     |
| румуни         | 7              | 1,6%     |

Рідною мовою назвали:
| Мова      | Кількість осіб | Відсоток |
| --------- | -------------- | -------- |
| угорська  | 435            | 96,5%    |
| румунська | 8              | 1,8%     |
| циганська | 7              | 1,6%     |